# Ninjor
Ninjor is een personage uit de televisieserie Mighty Morphin Power Rangers. Hij is de Amerikaanse versie van Ninjaman uit Ninja Sentai Kakuranger, waar het derde seizoen van Mighty Morphin Power Rangers op gebaseerd is.

## Geschiedenis
Toen Rito Revolto de Zords en krachten van de Rangers vernietigde, stuurde Zordon hun eropuit om Ninjor te vinden aangezien hij degene was die de originele zords en krachtmunten had gemaakt. Ninjor gaf de Rangers nieuwe krachten en de Ninja Zords. Tevens werd hij een tijdje hun bondgenoot in gevechten.
Ninjor verbleef het grootste gedeelte van de tijd in een vaas in de Temple of Power, die zelf weer was gelokaliseerd in de Desert of Despair. Hij was de maker van de originele krachtmunten, de Battle Borgs en vermoedelijk ook de Shogun Zords en de Aquitian krachtmunten. Ninjor werd zelf echter gevangen door Zedd als onderdeel van diens plan, maar hij kon later ontsnappen. Toen de Rangers hun nieuwe Zeo krachten kregen, was Ninjor niet langer nodig en keerde terug naar zijn tempel.
Hoewel Ninjor een eeuwenoude Ninjameester is, heeft hij de mentaliteit van een 20-jarige. Hij kent enkele football tactieken en vat beledigingen zeer persoonlijk op. Hij haat het om door anderen te worden wakker gemaakt en is niet erg enthousiast over bezoekers. Hij kan ook makkelijk kwaad worden gemaakt.
Als een ninjameester beschikt Ninjor over een groot aantal krachten. Hij heeft een grote witte wolk waar hij op kan rijden en kan op commando opgaan in rook. Hij kan zichzelf doen groeien tot het formaat van een megazord en transformeren tot een meer samuraiachtige vorm genaamd Battle Mode. Normaal gebruikt Ninjor een katana als wapen maar in Battle Mode kan hij deze katana combineren met de schede om een lans te vormen. Ten slotte kan Ninjor explosieve vuurballen afvuren uit zijn hanen.
Voor Ninjor werd beeldmateriaal gebruikt uit Kakuranger. Zijn stem werd gedaan door Kim Strauss.